# Province d'Espinar
La province d'Espinar (en espagnol : Provincia de Espinar) est l'une des treize provinces de la région de Cuzco, au sud du Pérou. Son chef-lieu est la ville de Yauri.

## Géographie
La province couvre une superficie de 5 311,09 km2. Elle est limitée au nord par la province de Canas, à l'est par la région de Puno, au sud par la région d'Arequipa et à l'ouest par la province de Chumbivilcas.

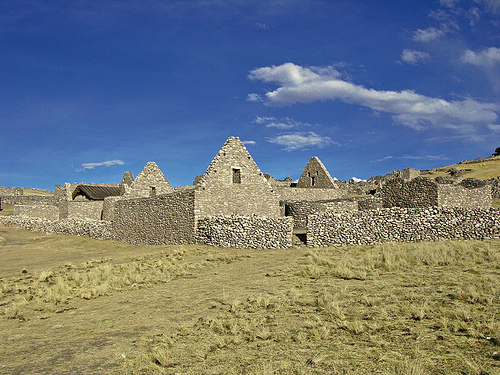
K'anamarka dans la province d'Espinar

## Population
La population de la province s'élevait à 66 908 habitants en 2005.
Un rapport d'Amnesty International publié en 2021 souligne que l'activité minière dans la province expose des milliers d'indigènes à de graves problèmes de santé en raison de la pollution aux métaux lourds.

## Subdivisions
La province d'Espinar est divisée en huit districts :
- Alto Pichigua
- Condoroma
- Coporaque
- Ocoruro
- Pallpata
- Pichigua
- Suykutambo
- Yauri